# Piedra rúnica de Sjörup
La piedra de Sjörup es una piedra rúnica localizada en Escania, Suecia, fechada aproximadamente en el siglo XI y clasificada en la Rundata como DR 279 de estilo RAK

## Historia
La piedra de Sjörup es una de las piedras más conocidas entre los investigadores desde mediados de la década de 1620 cuando Jon Skonvig la dibujó para el trabajo de Ole Worm sobre piedras rúnicas danesas. Dos siglos más tarde fue destrozada y convertida en seis pedazos para ser utilizada en la construcción de un puente. No obstante, a mediados de la década de 1990, las piezas se rescataron y unidas de nuevo, recuperando su aspecto original y levantada de nuevo frente a la iglesia de Sjörup.

## Forma
La inscripción comienza en el extremo inferior derecho y sigue en sentido contrario a las agujas del reloj alrededor de la piedra hasta finalizar en el extremo inferior izquierdo, entonces cambia el sentido bajo la primera línea, y finalmente cambia de dirección otra vez hasta que finaliza en el centro de la piedra. La banda escrita sigue un trazo serpenteante.
La piedra tiene algunos puntos en común con DR 295. Ambas poseen runas punteadas k y ambas usan a menudo la runa nasal ã y tienen diferente ortografía. 
Por ejemplo, la palabra en Nórdico antiguo ægi ("no") se deletrea aigi en la piedra de Hällestad mientras que en esta piedra se deletrea aki. El maestro cantero de esta piedra rúnica introdujo la runa h dos veces en las palabras han (él) y hafði ("tuvo"), pero extrañamente, añade una runa h al inicio de la palabra æftiR ("en memoria de"). Esta vacilación ortográfica muestra cierta inseguridad ortográfica en la Escandinavia de la Era vikinga sobre como pronunciar el fonema-h cuando precede a una vocal, y por eso algunas veces la runa h estaba ausente o incluso se añadía a una palabra cuando no le correspondía. En aquel periodo, los diptongos se convertían en monoptongos y surgió una duda sobre como pronunciar las vocales, porque el maestro cantero tenía que analizar fonéticamente los sonidos que debía representar en la inscripción.

## Contenido
En apariencia, la piedra cita la misma batalla que DR 295. Ambas recitan la misma frase Él no escapó de Upsala. Esta piedra se levantó en memoria de Ásbjörn, hijo de Tóki Gormsson. Saxi resalta que Ásbjörn mató tanto como pudo mientras sostuvo un arma, o sea que luchó hasta la muerte, lo que significa que Ásbjörn no pertenecía al grupo de temerosos de sus enemigos y buscaban librarse de la batalla. La expresión felaga significa compañero y está relacionado con el término félag o "socio", lo que indica que pertenecía a alguna hermandad basada en fuertes lazos de amistad. Hay cuatro o cinco piedras rúnicas que citan esa batalla y solo las piedras rúnicas de Ingvar agrupan a un gran número de piedras relacionadas con un evento en común.
El nominativo Ásbjôrn de la inscripción significa "Oso Divino" y es un elemento relacionado con las divinidades Æsir, los dioses principales de la mitología nórdica.

## Contexto histórico
Tanto la piedra rúnica de Hällestad como la de Sjörup usan la frase Él no escapó de Upsala, desde el siglo XIX los investigadores han relacionado las piedras con la semi-legendaria batalla de Fýrisvellir en Upsala. Bastantes fuentes medievales citan que las fuerzas del rey Erico el Victorioso y su sobrino Styrbjörn el Fuerte, se enfrentaron en esa batalla hacia el año 980. Styrbjörn fue expulsado de Suecia, pero se convirtió en un poderoso caudillo vikingo y regresó con una enorme horda para tomar venganza y recuperar la corona de Suecia.
Cuando el rey Erico vio que Styrbjörn pisó de nuevo tierra sueca con un gran ejército, comenzó a dudar de sus habilidades para derrotarle. La noche previa, se dirigió al templo de Odín y ofreció morir en un plazo de diez años si conseguía la victoria frente a su sobrino. Al día siguiente, Odín golpeó a los guerreros de Styrbjörn cegándolos, y muchos de ellos huyeron. Los suecos fueron cazando y aniquilando las hordas dispersas y, tras la batalla, el rey Erico se ganó el apodo de el Victorioso. La cita de Erico jurando a Odín procede de Adán de Bremen y tuvo lugar en el templo de Upsala, en la antigua Gamla Uppsala, en aquel entonces el más grande templo pagano en el norte de Europa.

## Inscripción

### En caracteres latinos
[+ sa]ksi : sati : st[in] : þasi : huftiR : o[s]biurn : (s)in : fil(a)go ' ¶ (t)u-a[s : sun :] ¶ saR : flu : aki : a[t :] ub:sal(u)m : an : ua : maþ : an : u¶abn : a(f)þi

### EnNórdico antiguo
Saxi satti sten þæssi æftiR Æsbiorn, sin felaga, To[f]a/To[k]a sun. SaR flo ægi at Upsalum, æn wa mæþ han wapn hafþi.

### En Castellano
Saxi colocó esta piedra en memoria de Ásbjôrn, hijo de Tófi's/Tóki's, su socio. Él no escapó de Upsala, pero mató tanto como pudo mientras sostuvo un arma.